# Henry Cejudo
Henry Cejudo, né le 9 février 1987 à Los Angeles en Californie, est un lutteur et pratiquant américain professionnel d'arts martiaux mixtes (MMA).
Champion olympique en lutte libre dans la catégorie des moins de 55 kg aux Jeux olympiques d'été de 2008, il commence une carrière professionnelle en MMA en 2013. Dix ans après son titre olympique, il devient le champion des poids mouches de l'UFC en battant Demetrious Johnson.

## Biographie

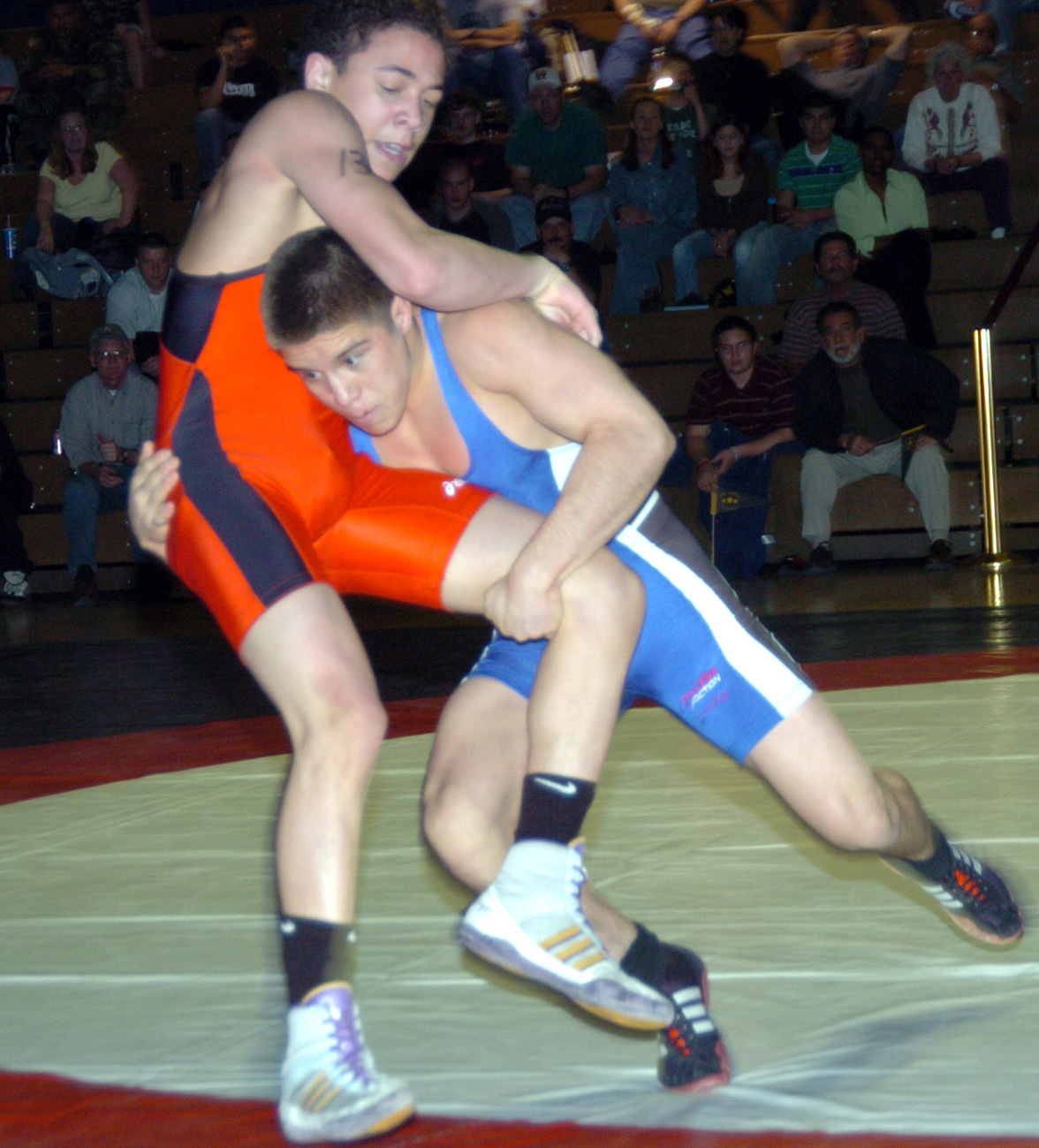
Henry Cejudo (à droite) luttant en 2005.

Fils d'immigrants illégaux mexicains, Henry Cejudo passe les quatre premières années de sa vie dans le sud de Los Angeles,. Son père, Jorge Cejudo, fait des va-et-vient en prison. Sa mère, Nelly Rico, fait entrer ses six autres fils aux États-Unis, au Nouveau-Mexique où elle s'installe, avant la sortie de prison du père de famille.
Après deux années au Nouveau-Mexique, la famille s'installe dans la région de Phoenix,. Partageant son lit avec deux de ses frères, Henry Cejudo change de logement régulièrement, le plus souvent dans des complexes d'appartements touchés par le crime. Henry s'entraîne avec son frère Angel. En high school, Henry Cejudo remporte 150 combats sans subir une défaite, remportant quatre championnats d'État. Ils entrent tous deux dans le centre d'entraînement du Comité olympique des États-Unis à Colorado Springs,. Henry y entre à l'âge de 17 ans alors qu'il lui reste une année scolaire avant d'entrer à l'université. Il choisit de ne pas aller à l'université pour se consacrer entièrement à son sport.
Un an après avoir terminé 31e des championnats du monde de lutte après une défaite au premier tour, Henry Cejudo remporte le titre olympique lors des Jeux olympiques d'été de 2008 dans la catégorie des moins de 55 kg,,. Inattendu en 2008, à seulement 21 ans, Cejudo surprend le Bulgare Radoslav Velikov, champion du monde 2006, au premier tour. Atteignant la finale, il bat à la surprise générale le Japonais Tomohiro Matsunaga en deux manches,. Sa médaille d'or lui fait remporter la somme de 65 000 $.
Après avoir pris une première fois sa retraite sportive en 2009, il revient à la lutte libre en 2011 pour tenter de se qualifier pour les Jeux olympiques de 2012. Éliminé en demi-finale des sélections américaines par Nick Simmons (en), il échoue et arrête pour la seconde fois sa carrière de lutteur.
En juillet 2014, Cejudo signe un contrat avec l'Ultimate Fighting Championship (UFC), devenant le quatrième médaillé olympique après Ronda Rousey,  Kevin Jackson et Mark Schultz à combattre dans la cage,.
En octobre 2017, il est réveillé à deux heures du matin par l'alarme de son hôtel, enflammé par les incendies de Californie d'octobre 2017. Pour échapper à l'incendie, il s'échappe en sautant par la fenêtre de sa chambre depuis le deuxième étage. Il atterrit au sol sur une branche en feu et souffre de brûlures au pied droit. Il perd sa médaille dans l'incident.
En août 2018, pour la revanche contre le champion Demetrious Johnson, organisée au Staples Center lors de l'UFC 227, Henry Cejudo est agressif avec quatorze tentatives de mises au sol. Il réussit à mettre au sol Johnson cinq fois, le gardant au sol tout au long de la quatrième reprise. Au terme du combat, les juges rendent une décision partagée en sa faveur (48-47, 48-47, 47-48).
En novembre 2018, il signe un contrat de six combats avec l'UFC.
Pour la première défense de son titre de champion, il doit initialement affronter le champion de la catégorie des poids coqs de l'UFC, T.J. Dillashaw le 26 janvier 2019 lors de l'UFC 233. Mais le combat est finalement avancé au 19 janvier 2019 lors de l'UFC Fight Night 143. Cejudo remporte le combat au bout de seulement 32 secondes dans le premier round par TKO et conserve son titre.
Le 9 avril 2019, T.J. Dillashaw est contrôlé positif à l'EPO, il est suspendu deux ans et perd son titre de champion des poids coqs. Cejudo affronte Marlon Moraes le 8 juin 2019 à l'UFC 238 pour le titre vacant de champion des poids coqs. Il remporte le combat par TKO lors du troisième round et remporte sa deuxième ceinture. Il devient le quatrième combattant de l'histoire à posséder deux ceintures en même temps. Il ne combat plus jusqu'en 2020 en raison d'une blessure à l'épaule.

## Palmarès

### Lutte &MMA
- Jeux olympiques
  -  Médaille d'or en lutte libre dans la catégorie des moins de 55 kg en 2008
  - Détenteur de deux ceintures UFC : poids coqs(57 à 61 kg) et poids mouches(52 à 57 kg)

### Palmarès en arts martiaux mixtes
| 21 combats     | 16 victoires | 5 défaites |
| Par KO         | 8            | 1          |
| Par soumission | 0            | 0          |
| Sur décision   | 8            | 4          |

| Résultat | Record | Adversaire         | Méthode                                | Événement                                                       | Date             | Round | Temps | Lieu                                | Notes                                                                                          |
| -------- | ------ | ------------------ | -------------------------------------- | --------------------------------------------------------------- | ---------------- | ----- | ----- | ----------------------------------- | ---------------------------------------------------------------------------------------------- |
| Défaite  | 16-5   | Song Yadong        | Décision technique                     | Soirée de combat UFC : Cejudo contre Song                       | 22 février 2025  | 3     | 5:00  | Seattle, Washington, États-Unis     | Doigt dans l’œil de Cejudo qui ne peut continuer, les juges décident d’une décision technique. |
| Défaite  | 16-4   | Merab Dvalishvili  | Décision unanime                       | UFC 298                                                         | 17 février 2024  | 3     | 5:00  | Anaheim, Californie                 |                                                                                                |
| Défaite  | 16-3   | Aljamain Sterling  | Décision partagée                      | UFC 288 : Sterling vs. Cejudo                                   | 6 mai 2023       | 5     | 5:00  | New-York, New York, États-Unis      | Pour le titre des poids coqs de l'UFC                                                          |
| Victoire | 16-2   | Dominick Cruz      | TKO (coup de genou et coups de poing)  | UFC 249: Cejudo vs. Cruz                                        | 9 mai 2020       | 2     | 4:58  | Jacksonville, Floride, États-Unis   | Défend le titre des poids coqs de l'UFC                                                        |
| Victoire | 15-2   | Marlon Moraes      | TKO (coups de poing)                   | UFC 238: Cejudo vs. Moraes                                      | 8 juin 2019      | 3     | 4:51  | Chicago, Illinois, États-Unis       | Remporte le titre des poids coqs de l'UFC resté vacant.                                        |
| Victoire | 14-2   | T.J. Dillashaw     | TKO (coups de poing)                   | UFC Fight Night: Cejudo vs. Dillashaw                           | 19 janvier 2019  | 1     | 0:32  | Brooklyn, New York, États-Unis      | Défend le titre des poids mouches de l'UFC.                                                    |
| Victoire | 13-2   | Demetrious Johnson | Décision partagée                      | UFC 227: Dillashaw vs. Garbrandt 2                              | 4 août 2018      | 5     | 0:00  | Los Angeles, Californie, États-Unis | Remporte le titre des poids mouches de l'UFC.                                                  |
| Victoire | 12-2   | Sergio Pettis      | Décision unanime                       | UFC 218                                                         | 2 décembre 2017  | 3     | 0:00  | Détroit, Michigan, États-Unis       |                                                                                                |
| Victoire | 11-2   | Wilson Reis        | TKO (coups de poing)                   | UFC 215                                                         | 9 septembre 2017 | 2     | 0:25  | Edmonton, Canada                    |                                                                                                |
| Défaite  | 10–2   | Joseph Benavidez   | Décision partagée                      | The Ultimate Fighter 24 Finale                                  | 3 décembre 2016  | 3     | 5:00  | Las Vegas, Nevada, États-Unis       |                                                                                                |
| Défaite  | 10–1   | Demetrious Johnson | TKO (coups de genou et coups de poing) | UFC 197: Jones vs. Saint Preux                                  | 23 avril 2016    | 1     | 2:49  | Las Vegas, Nevada, États-Unis       | Pour le titre des poids mouches de l'UFC.                                                      |
| Victoire | 10–0   | Jussier Formiga    | Decision partagée                      | The Ultimate Fighter Latin America 2 Finale: Magny vs. Gastelum | 21 novembre 2015 | 3     | 5:00  | Monterrey, Mexique                  |                                                                                                |
| Victoire | 9–0    | Chico Camus        | Decision unanime                       | UFC 188: Velasquez vs. Werdum                                   | 13 juin 2015     | 3     | 5:00  | Mexico, Mexique                     |                                                                                                |
| Victoire | 8–0    | Chris Cariaso      | Decision unanime                       | UFC 185: Pettis vs. dos Anjos                                   | 14 mars 2015     | 3     | 5:00  | Dallas, Texas, États-Unis           | Début en poids mouches.                                                                        |
| Victoire | 7–0    | Dustin Kimura      | Decision unanime                       | UFC on Fox: dos Santos vs. Miocic                               | 13 décembre 2014 | 3     | 5:00  | Phoenix, Arizona, États-Unis        |                                                                                                |
| Victoire | 6–0    | Elias Garcia       | Decision unanime                       | Legacy FC 27: Means vs. Young                                   | 31 janvier 2014  | 3     | 5:00  | Houston, Texas, États-Unis          | Combat en poids mouches.                                                                       |
| Victoire | 5–0    | Ryan Hollis        | Decision unanime                       | Legacy FC 24: Ferreira vs. Feist                                | 11 octobre 2013  | 3     | 5:00  | Dallas, Texas, États-Unis           |                                                                                                |
| Victoire | 4–0    | Miguelito Marti    | TKO (coups de poing)                   | Gladiator Challenge: American Dream                             | 18 mai 2013      | 1     | 1:43  | Lincoln, Californie, États-Unis     |                                                                                                |
| Victoire | 3–0    | Anthony Sessions   | TKO (coups de poing)                   | WFF 10: Cejudo vs. Sessions                                     | 19 avril 2013    | 1     | 4:23  | Chandler, Arizona, États-Unis       | Remporte le titre des poids coqs de la WFF.                                                    |
| Victoire | 2–0    | Sean Henry Barnett | TKO (coups de poing)                   | Gladiator Challenge: Battleground                               | 24 mars 2013     | 1     | 4:55  | San Jacinto, Californie, États-Unis |                                                                                                |
| Victoire | 1–0    | Michael Poe        | TKO (coups de poing)                   | WFF: Pascua Yaqui Fights 4                                      | 2 mars 2013      | 1     | 1:25  | Tucson, Arizona, États-Unis         |                                                                                                |